# Меринет (окръг, Уисконсин)
Окръг Меринет (на английски: Marinette County) е окръг в щата Уисконсин, Съединени американски щати. Площта му е 4014 km², а населението - 41 872 души (1 април 2020). Административен център е град Меринет.